# Laplacescher Dämon

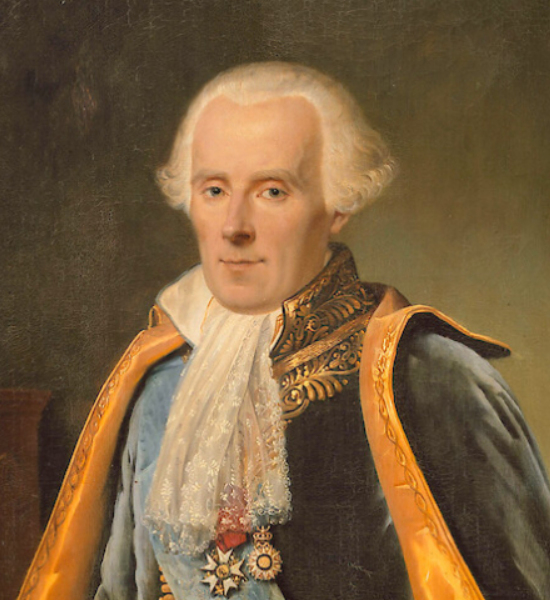
Der Laplacesche Dämon ist ein Entwurf des Mathematikers Pierre-Simon Laplace.

Der Laplacesche Dämon ist die Veranschaulichung der erkenntnis- und wissenschaftstheoretischen Auffassung, nach der es im Sinne der Vorstellung eines geschlossenen mathematischen Weltgleichungssystems möglich ist, unter der Kenntnis sämtlicher Naturgesetze und aller Initialbedingungen wie Lage, Position und Geschwindigkeit aller im Kosmos vorhandenen physikalischen Teilchen jeden vergangenen und jeden zukünftigen Zustand zu berechnen und zu determinieren. Nach dieser Aussage wäre es theoretisch möglich, eine Weltformel aufzustellen.

## Herkunft
Der Ausdruck stammt aus folgender Aussage von Pierre-Simon Laplace im Vorwort des Essai philosophique sur les probabilités von 1814:

„Wir müssen also den gegenwärtigen Zustand des Universums als Folge eines früheren Zustandes ansehen und als Ursache des Zustandes, der danach kommt. Eine Intelligenz, die in einem gegebenen Augenblick alle Kräfte kennt, mit denen die Welt begabt ist, und die gegenwärtige Lage der Gebilde, die sie zusammensetzen, und die überdies umfassend genug wäre, diese Kenntnisse der Analyse zu unterwerfen, würde in der gleichen Formel die Bewegungen der größten Himmelskörper und die des leichtesten Atoms einbegreifen. Nichts wäre für sie ungewiss, Zukunft und Vergangenheit lägen klar vor ihren Augen.“

## Diskussion
Grundlage dieses Gedankens ist der Gesetzesdeterminismus. Das Universum, so der englische Chemiker Robert Boyle im 17. Jahrhundert, gleiche einem Uhrwerk; Gott habe das Universum mit seinen Gesetzen so geschaffen, wie ein Uhrmacher die perfekte Uhr bauen würde. Einmal erschaffen und in den richtigen Ausgangszustand gebracht, laufe das Universum unerbittlich nach dem Willen der göttlichen Vorsehung ab.
Auch für Laplace ist die Welt durch Anfangsbedingungen und Bewegungsgesetze vollständig determiniert, so dass die Aufgabe der Naturphilosophie, die in der Himmelsmechanik ihr Vorbild besitzt, ausschließlich in der Integration von Differentialgleichungen besteht. Das wäre die Aufgabe der „Intelligenz“, die Laplace als Gedankenexperiment entwirft. Argumente gegen die Möglichkeit der Existenz einer solchen „Intelligenz“ (die Bezeichnung „Dämon“ etablierte sich erst später) sind die empirische Unzugänglichkeit des Kleinen und die Unzugänglichkeit sehr großer Massen im Kosmos.
Gegen die Möglichkeit eines Laplaceschen Dämons lassen sich verschiedene Einwände erheben, die auf von der Physik nach Laplace erkannten Gesetzmäßigkeiten beruhen. Der Laplacesche Dämon dient heute nur noch zur Veranschaulichung eines streng deterministischen Weltbildes.
1. Das Dreikörperproblem (vor 1888)
Schon vor 1888 vermutete man, und seit den entsprechenden Arbeiten von Henri Poincaré und Heinrich Bruns weiß man, dass Differentialgleichungssysteme, die eine Bewegung von auch nur drei Körpern beschreiben, nicht mehr geschlossen integriert werden können und daher nur in Sonderfällen analytisch lösbar sind. Der Dämon ist also aus rein mathematischen Gründen nicht in der Lage, „seine Kenntnisse der Analyse zu unterwerfen“. Er kann allenfalls Näherungslösungen finden, die mit fortschreitender Zeit immer aufwändigere Berechnungen oder neue Messungen benötigten. Das gilt sowohl für das Berechnen der Zukunft wie auch der Vergangenheit. Dieser Einwand ist grundlegend mathematischer Natur.
2. Die Relativitätstheorie (1905)
Nach der Relativitätstheorie ist es nicht möglich, den ganzen Kosmos zu erfassen, da Informationen maximal mit Lichtgeschwindigkeit transportiert werden können. D. h., es bildet sich ein „Horizont“, über den der Dämon nicht hinaus blicken könnte. Er kann also nicht alle Zustände des Universums erfassen und folglich auch nicht vorhersagen. Diese Erkenntnis verbietet, dass der Dämon existieren kann.
3. Die Unschärferelation auf Quantenebene (um 1925)
In der Quantenphysik lassen sich keine deterministischen, genauen Voraussagen treffen, es sind nur Wahrscheinlichkeitsaussagen möglich. Dies ist nach der Kopenhagener Deutung nicht durch die Unkenntnis verborgener Variablen bedingt, sondern spiegelt einen auf Quantenebene existierenden absoluten Zufall wider. Daher ist also nicht nur der Laplacesche Dämon unmöglich (wie nach den beiden vorgenannten Einwänden), sondern der Determinismus ist an sich falsch. Es gibt allerdings auch deterministische Interpretationen der Quantenmechanik, z. B. die De-Broglie-Bohm-Theorie oder die Viele-Welten-Interpretation. Auch der Messprozess kann bei Einbeziehung des Messgeräts ohne Rückgriff auf den Zufall beschrieben werden (Von-Neumann-Messprozess), wenn sich das Objekt schon vor der Messung in einem Zustand befindet, in dem die zu messende Größe einen eindeutigen Wert besitzt (Eigenzustand). In allen anderen Fällen, die auch häufig auftreten, sind verschiedene Messergebnisse möglich, für deren Häufigkeit aus prinzipiellen Gründen nur eine Wahrscheinlichkeit berechnet werden kann. Des Weiteren beschreibt die Schrödingergleichung die Zustandsentwicklung eines Systems, welches sich von außen ungestört entwickelt, und sich durch einen reinen Zustand beschreiben lässt. Aus der Schrödingergleichung lässt sich der Zeitentwicklungsoperator bilden, welcher grundsätzlich unitär ist, d. h. eine eindeutige Entwicklung (ohne Zufall) beschreibt und immer rechnerisch umkehrbar (also der Zustand auch in die Vergangenheit rückrechenbar) ist. Die Kopenhagener Deutung geht bei einem reinen Zustand ausdrücklich damit konform, postuliert nur zukünftige Messungen von außen mit einem nicht zu diesem reinen Zustand kommutierenden Messoperator als Zufall. Die Einschränkung auf einen reinen Zustand ist in diesem Zusammenhang keine echte Einschränkung – jedes durch einen gemischten Zustand beschriebene System kann als Teil eines durch einen reinen Zustand beschriebenen Gesamtsystems interpretiert und mathematisch dazu ergänzt werden. Es kann daher empirisch nicht entschieden werden, ob unsere Realität durch einen reinen Zustand oder ein Zustandsgemisch gegeben ist. Eine das gesamte All und alle physikalischen Gesetze, Effekte und Kräfte umfassende Schrödingergleichung ist allerdings naturgemäß sehr komplex.
4. Berechnungsgrenzen (1960er)
Auch die Phänomene der Chaosforschung stellen den Dämon vor eine unlösbare Aufgabe, solange er Teil des Universums ist. Letztlich gilt, dass die Anfangsbedingungen die Zukunft eindeutig festlegen, die Anzahl der für eine solche Berechnung benötigten Werte jedoch exponentiell anwächst. Deshalb würde der Dämon für Vorhersagen eine sehr lange Zeit benötigen. Letztlich so lange, dass er für eine Berechnung des Zustandes des Universums üblicherweise mindestens so lange benötigt, wie das Universum benötigt, um den Zustand einzunehmen. Seine Vorhersage, als eine vom System entkoppelte Aussage, käme also zu spät.

Da der Dämon aber kein tatsächliches wissenschaftliches Ziel darstellen soll, muss er auch nicht einer realen Bedingung unterworfen sein, womit der 1., 2. und 4. Punkt für die philosophische Interpretation bedeutungslos ist. Einzig die Kopenhagener Deutung der Quantenphysik steht ihr entgegen, da sie den per definitionem unvorhersehbaren absoluten Zufall beinhaltet. Was den Punkt 3 angeht, ist wissenschaftstheoretisch gesehen jedoch die gesamte Wissenschaftswelt induktiv aufgebaut (d. h. beruht grundsätzlich auf Wahrscheinlichkeitsaussagen), nur in den formalen Systemen (Mathematik, Logik) lässt sie sich deduktiv ableiten.